# The Angels (US-amerikanische Band)
The Angels waren eine US-amerikanische Girlgroup der 1960er, die durch ihre Nr. 1 Single My Boyfriend’s Back (1963) bekannt wurde.

## Geschichte
Das Trio trat bereits Ende der 1950er Jahre als Starlits auf und veröffentlichte 1960 bei Astro Records zwei Singles, die jedoch erfolglos blieben. Nach einem Wechsel der Plattenfirma erschien bei Caprice Records 1961 die Single Till, die direkt ein Hit wurde und auf Platz 14 der US-Singlecharts kam. Ihre zweite Single konnte sich nicht in den Charts platzieren, aber mit ihrer dritten Cry Baby Cry konnten sie einen Top40-Erfolg verbuchen. Begleitet wurden sie bei allen Aufnahmen, die auf dem Label Caprice Records erschienen, vom Orchester Hutch Davie. Nach der dritten Single verließ die Leadsängerin Linda Jansen die Gruppe und wurde durch Peggy Santiglia ersetzt, die zuvor Werbejingles gesungen hatte und in dem Broadway-Musical Do Re Mi aufgetreten war. Es wurden im Verlaufe des Jahres 1962 noch drei weitere Singles auf Caprice Records veröffentlicht, die jedoch alle sich nicht in den Charts platzieren konnten. Anfang 1963 erschien bei der Plattenfirma Ascot Records eine Single, der ebenfalls kein Erfolg beschieden war.
Nachdem die Angels zur Plattenfirma Smash Records gewechselt waren, gelang ihnen 1963 mit dem Song My Boyfriend’s Back der größte Erfolg, mit dem sie in eine Reihe von Girl-Groups wie Shirelles, Marvelettes, Crystals oder Chiffons einzuordnen waren. Produziert wurde der Titel My Boyfriend’s Back von Richard Gottehrer, der auch Mitautor des Songs ist.
Zwar gelangen der Gruppe bis zum Frühjahr 1964 noch einige kleinere Hits, aber größere Erfolge blieben aus. Nachdem die folgenden drei Singles, die bei 1964 Smash Records veröffentlicht wurden, erfolglos waren, wurde der Plattenvertrag der Gruppe nicht verlängert. Die Gruppe wechselte in den Folgejahren noch zweimal die Plattenfirma und nahm in den Jahren 1967 und 1968 insgesamt sechs Singles für RCA Records auf. Die letzte Single der Angels erschien 1974 bei Polydor Records. Bis Mitte der 1980er Jahre traten die Angels aber weiterhin in Nachtclubs und bei Rock-Revival-Shows auf.

## Mitglieder
- Phyllis “Jiggs” Allbutt (* 24. September 1942 in Orange/New Jersey, USA)
- Barbara Allbutt (* 24. September 1940 in Orange/New Jersey, USA), Mitte der 1960er Jahre ersetzt durch Lana Shaw
- Linda Jansen (Leadsängerin), 1962 ersetzt durch Peggy Santiglia (* 4. Mai 1944 in Bellview/New Jersey), Mitte der 1960er Jahre ersetzt durch Debbie Swisher

## Diskografie

### Alben
| Jahr | Titel               | Höchstplatzierung, Gesamtwochen, AuszeichnungChartsChartplatzierungen (Jahr, Titel, Platzierungen, Wochen, Auszeichnungen, Anmerkungen) | Anmerkungen |
| Jahr | Titel               | US | Anmerkungen |
| ---- | ------------------- | --- | ----------- |
| 1963 | My Boyfriend’s Back | US33 (12 Wo.)US |             |

Weitere Alben
- 1962: And the Angels Sing
- 1964: A Halo to You
- 2008: Love, the Angels

### Singles
| Jahr | Titel Album                                     | Höchstplatzierung, Gesamtwochen, AuszeichnungChartplatzierungen (Jahr, Titel, Album, Platzierungen, Wochen, Auszeichnungen, Anmerkungen) | Höchstplatzierung, Gesamtwochen, AuszeichnungChartplatzierungen (Jahr, Titel, Album, Platzierungen, Wochen, Auszeichnungen, Anmerkungen) | Anmerkungen                                  |
| Jahr | Titel Album                                     | UK | US | Anmerkungen                                  |
| ---- | ----------------------------------------------- | --- | --- | -------------------------------------------- |
| 1961 | Til And the Angels Sing                         | — | US14 (14 Wo.)US | Caprice 107 B-Seite: Moment Ago              |
| 1962 | Cry Baby Cry And the Angels Sing                | — | US38 (11 Wo.)US | Caprice 112 B-Seite: That’s All I Ask Of You |
| 1963 | My Boyfriend’s Back                             | UK50 (1 Wo.)UK | US1 (14 Wo.)US | Smash 1834 B-Seite: (Love Me) Now            |
| 1963 | I Adore Him A Halo To You                       | — | US25 (7 Wo.)US | Smash 1854 B-Seite: Thank You And Goodnight  |
| 1963 | Thank You And Goodnight My Boyfriend’s Back     | — | US84 (3 Wo.)US | B-Seite von I Adore Him                      |
| 1964 | Wow Wow Wee (He’s The Boy For Me) A Halo To You | — | US41 (7 Wo.)US | Smash 1870 B-Seite: Snowflakes And Teardrops |

als Starlets
- 1960: P.S. I Love You / Where Is My Love Tonight (Astro 202)
- 1960: Romeo And Juliet / Listen For A Lonely Tambourine (Astro 204)

als Angels
- 1962: Everybody Loves A Lover / Blow, Joe (Caprice 116)
- 1962: I’d Be Good For You / You Should Have Told Me (Caprice 118)
- 1962: A Moment Ago / Cotton Fields (Caprice 121)
- 1963: Cotton Fields / Irresistible (Ascot 2139)
- 1964: Little Beatle Boy / Java (Smash 1885)
- 1964: Dream Boy / Jamaica Joe (Smash 1915)
- 1964: The Boy From ’Cross Town / A World Without Love (Smash 1931)
- 1967: What To Do / I Had A Dream I Lost You (RCA 9129)
- 1967: You’ll Never Get To Heaven / Go Out And Play (RCA 9246)
- 1967: You’re The Cause Of It / With Love (RCA 9404)
- 1968: The Modley / If I Didn’t Love You (RCA 9541)
- 1968: The Boy With The Green Eyes /But For Love (RCA 9612)
- 1968: Merry Go Round / So Nice (RCA 9681)
- 1974: Papa’s Side Of The Bed / You’re All I Need To Get By (Polydor 14222)

als Halos
- 1965: Do I / Just Keep On Loving me (Congress 244)
- 1965: Since I Fell For You / You’re Never Gonna Find (Congress 249)
- 1965: Baby What You Want Me To Do / Hey Hey Love Me (Congress 253)